# Schloss Brenz
Schloss Brenz ist ein Schloss in Brenz an der Brenz, einem Ortsteil von Sontheim an der Brenz im Landkreis Heidenheim in Baden-Württemberg.

## Geschichte

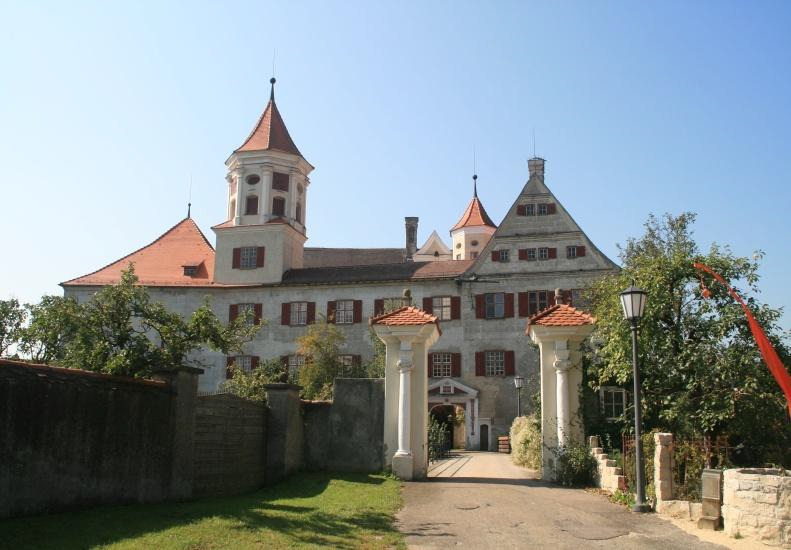
Schloss Brenz

Der Schlosshügel – ehemals Ort eines römischen Gutshofes mit Apollo-Grannus-Heiligtum und militärischer Wegestation – stellt einen Ort mit langer Baugeschichte dar. Vom nachfolgenden Bau eines alamannischen Herrschergeschlechts und ab dem 8. Jahrhundert eines fränkischen Herrensitzes zeigt die Geschichte weitere Entwicklungen auf, bis vermutlich seit dem 10. oder 11. Jahrhundert ein befestigtes, burgartiges Anwesen vorhanden war. Nach weiteren baugeschichtlichen Veränderungen stand die Burg am Ende des Dreißigjährigen Krieges – 1631 oder 1634 – wiederum zerstört da und musste in weiten Teilen neu errichtet werden. Im Jahr 1617 ging Schloss Brenz als Apanage an den Herzog Julius Friedrich von Württemberg-Weiltingen. Er begann, das Schloss Brenz zu einer fürstlichen Nebenresidenz auszubauen.
Das heutige Schlossgebäude ist das Resultat einer sich über die Jahre 1667 bis 1672 erstreckenden Bauphase, vermutlich mit Einbeziehung von älteren Bauteilen. Anhand des Fälldatums der im Dachstuhl verbauten Hölzer können genaue Angaben über den Baufortschritt gemacht werden:
- Nordflügel 1667/68
- Westflügel und Ecke Süd 1666/69
- Südflügel 1669/71 (ob der Südflügel zu dieser Zeit komplett neu erstellt wurde, ist bislang nicht nachgewiesen).

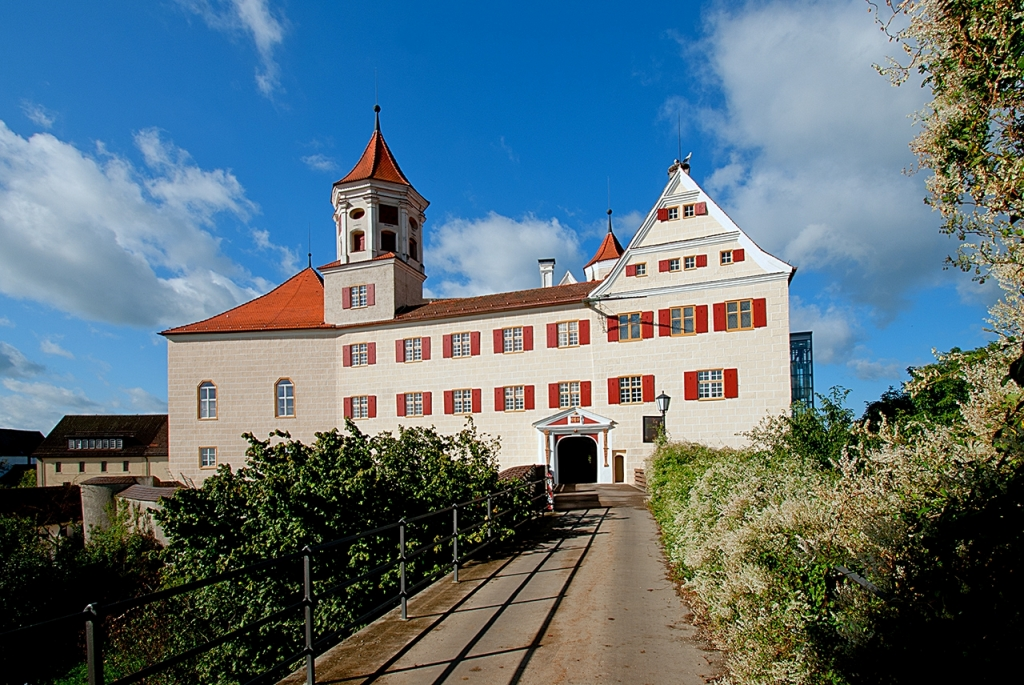
Außenfassade

Vermutlich war die Maßnahme im Außenbereich 1672 beendet (siehe Datierung am Eingang Hofseite Südflügel). Die Ausstattung des Rittersaals dürfte 1674 vollendet gewesen sein. Als Bauherrin wird Herzoginwitwe Juliane erwähnt, die als Vormund für den künftigen Herzog Friedrich Ferdinand agierte und durch den Umbau eine standesgemäße Residenz schuf. Sie ließ die Mitregentschaft ihres Sohnes ab 1672 zu und gab diese ab 1680 vollständig an ihn weiter. Als 1691 die Herzoginwitwe verstarb, wurde das Schloss wohl nur noch von Domestiken bewohnt.
Im Jahre 1721 schenkte Herzog Eberhard Ludwig das Schloss seiner Mätresse Wilhelmine von Grävenitz die jedoch bald darauf in Ungnade fiel und Württemberg mit all ihren Gütern verlassen musste.
Danach fand keine Nutzung mehr statt, ab 1756 bzw. 1789 galt das Schloss als unbewohnt. Der Bestand wurde, bedingt durch die eingeschränkte Nutzung des Gebäudes, wohl im 18. Jahrhundert nicht, bzw. nicht wesentlich verändert oder überarbeitet.
1847 oder 1848 wurde das Schloss vom Staat an die Gemeinde verkauft und als Rats- und Schulhaus benutzt. Zu dieser Zeit wurde eine Oberamtsbeschreibung angefertigt, in der auch die jetzt abgegangenen Deckenmalereien des Rittersaals erwähnt werden.
Ab ca. 1911 sind die Umbaumaßnahmen im Schloss bezüglich Raumaufteilung und Erstellung von separaten Wohnbereichen belegbar. Daneben wurden Ausbesserungen der gröbsten Schäden sowie Ölanstrich an den Holzteilen der Fassaden ausgeführt. Zudem wurden Räume einer musealen Nutzung des 1906 gegründeten Heimatmuseums zugeführt. Anfänglich wurde hierzu der Rittersaal benutzt. Der Rittersaal war ab 1848 zunächst Fruchtspeicher, danach Schreinerwerkstatt, Turnraum und schließlich ab 1893 Interimskirche – bis zur Museumsnutzung und seiner damit in Zusammenhang stehenden Erneuerung 1925.
Die Erneuerung des Schlosstores am Eingang zum Innenhof wurde ebenfalls 1925 durchgeführt. In dem 1973 erschienenen Heimatbuch „Brenz und seine Umgebung“ wird erwähnt, dass im Schloss seit Ende des Zweiten Weltkriegs Erhaltungsmaßnahmen durchgeführt wurden, welche zur 300-Jahr-Feier im Jahr 1972 abgeschlossen waren (Renovierungsarbeiten an der Fassade und im Innenbereich, vermutlich im Rittersaal).
Nach Aufgabe der Schul- und Rathausnutzung wurde die museale Nutzung erweitert. Im Jahr 2010 wurde mit einer umfassenden denkmalschutzrechtlichen Sanierung begonnen die im Oktober 2011 beendet war.
Seit Oktober 2011 ist Schloss Brenz außerdem eine von 26 Infostellen des UNESCO Geoparks Schwäbische Alb.